# Live tour 2003 〜I hope so〜
『Live tour 2003 〜I hope so〜』（ライブ・ツアー 2003 アイ・ホープ・ソー）は、日本の歌手中森明菜のライブ・ビデオ。この映像作品は2003年12月17日にユニバーサルJからリリースされた (DVD: UMBK-1073)。

## 背景
『Live tour 2003 〜I hope so〜』は、2003年に開催された中森の全国コンサート・ツアーAKINA NAKAMORI LIVE TOUR 2003 - I hope so -の2003年7月11日、東京国際フォーラムホールAでのライブ映像を収めたライブDVDである。この映像作品は、2003年12月17日にDVD (UMBK-1073)で発売された。本作リリース前の2003年10月23日 (20:30〜)に、WOWOWにて同公演の模様が放送された。同番組の放送では「Blue On Pink」と「薔薇一夜」がカットされたが、本ライブDVDでは全19曲が収録され、放送版との編集違いがあった。特典映像には、リハーサルの模様やオフショットなどが収録された。本作のブックレットで中森は、スタジオ・アルバム『不思議』からの選曲は自身にとっても冒険であったことを明かしている。また、「みんなのうれしそうな顔がその選択の成功を物語っていたように思えた。」とコメントしている。

## 収録内容
| #   | タイトル             | 作詞       | 作曲                 |
| --- | -------------------- | ---------- | -------------------- |
| 1.  | 「Opening」          |            |                      |
| 2.  | 「風の果て」         | 松井五郎   | 織田哲郎             |
| 3.  | 「うつつの花」       | 松井五郎   | マシコタツロウ       |
| 4.  | 「紡ぎ唄」           | 川江美奈子 | 川江美奈子           |
| 5.  | 「Days」             | 中森明菜   | 織田哲郎             |
| 6.  | 「駅」               | 竹内まりや | 竹内まりや           |
| 7.  | 「温り」             | 井上あづさ | 井上あづさ           |
| 8.  | 「乱火」             | 大津あきら | 鈴木キサブロー       |
| 9.  | 「予感」             | 飛鳥涼     | 飛鳥涼               |
| 10. | 「メンバー紹介」     |            |                      |
| 11. | 「スローモーション」 | 来生えつこ | 来生たかお           |
| 12. | 「Blue On Pink」     | 三浦徳子   | 国安わたる           |
| 13. | 「SOLITUDE」         | 湯川れい子 | タケカワユキヒデ     |
| 14. | 「LIAR」             | 白峰美津子 | 和泉一弥             |
| 15. | 「燠火」             | 吉田美奈子 | 吉田美奈子           |
| 16. | 「マリオネット」     | 安岡孝章   | 安岡孝章             |
| 17. | 「月華」             | 松井五郎   | 梶原秀剛             |
| 18. | 「薔薇一夜」         | 大津あきら | 鈴木キサブロー       |
| 19. | 「難破船」           | 加藤登紀子 | 加藤登紀子           |
| 20. | 「LA BOHÈME」        | 湯川れい子 | 都志見隆             |
| 21. | 「I hope so」        | 中森明菜   | 井上慎二郎・武部聡志 |
| 22. | 「特典映像」         |            |                      |

## リリース履歴
| 発売日         | レーベル                 | 規格 | 品番          | 備考                                       |
| -------------- | ------------------------ | ---- | ------------- | ------------------------------------------ |
| 2003年12月17日 | ユニバーサルミュージック | DVD  | UMBK-1073     |                                            |
| 2005年6月29日  | ユニバーサルミュージック | DVD  | UMBK-9119     | [ 5 ]                                      |
| 2006年6月7日   | ユニバーサルミュージック | DVD  | UMBK-9147     | [ 6 ]                                      |
| 2016年5月4日   | ユニバーサルミュージック | DVD  | UPBH-1404～10 | 『中森明菜 THE LIVE DVD COMPLETE BOX』より |
| 2020年10月7日  | ユニバーサルミュージック | DVD  | UPBY-9112     |                                            |

## AKINA NAKAMORI LIVE TOUR 2003 - I hope so -
AKINA NAKAMORI LIVE TOUR 2003 - I hope so -（アキナ・ナカモリ・ライブ・ツアー 2003 アイ・ホープ・ソー）は、日本の歌手中森明菜のコンサート・ツアー。このツアーは2003年5月から7月にかけて開催された。
背景
AKINA NAKAMORI LIVE TOUR 2003 - I hope so -は、初日公演日の前日である2003年5月14日にリリースしたスタジオ・アルバム『I hope so』を引っさげ、バラード中心に構成されたツアーである。このツアーで久々にスタジオ・アルバム『不思議』からの収録曲「マリオネット」と「燠火」を披露した。本ツアーの2003年7月11日の東京国際フォーラムホールAの公演でライブ収録が行われた。その後、2003年10月にWOWOWでこのライブの模様が放送され、2003年12月には同公演を収めたライブDVD『Live tour 2003 〜I hope so〜』がリリースされた。
セットリスト

| 1. 「風の果て」 2. 「うつつの花」 3. 「紡ぎ唄」 4. 「Days」 5. 「駅」 6. 「温り」 7. 「乱火」 8. 「予感」 9. 「スローモーション」 10. 「Blue On Pink」 | 1. 「SOLITUDE」 2. 「LIAR」 3. 「燠火」 4. 「マリオネット」 5. 「月華」 6. 「薔薇一夜」 7. 「難破船」 8. 「LA BOHÈME」 9. 「I hope so」 |

ツアー日程
2003年5月15日から2003年7月13日、全国20都市21公演
| 日付（2003年） | 都道府県 | 会場                                 |
| -------------- | -------- | ------------------------------------ |
| 5月15日        | 東京都   | 東京厚生年金会館                     |
| 5月17日        | 大阪府   | 大阪府立国際会議場メインホール       |
| 5月19日        | 高知県   | 高知県立県民文化ホールオレンジホール |
| 5月22日        | 東京都   | 八王子市民会館                       |
| 5月24日        | 長野県   | 長野県県民文化会館                   |
| 5月27日        | 神奈川県 | グリーンホール相模大野               |
| 6月1日         | 兵庫県   | 神戸国際会館こくさいホール           |
| 6月4日         | 静岡県   | アクトシティ浜松                     |
| 6月7日         | 群馬県   | 群馬県民会館                         |
| 6月8日         | 千葉県   | 松戸森のホール21                     |
| 6月11日        | 北海道   | 北海道厚生年金会館                   |
| 6月15日        | 福岡県   | 福岡市民会館                         |
| 6月20日        | 神奈川県 | 神奈川県民ホール                     |
| 6月22日        | 愛知県   | 名古屋国際会議場センチュリーホール   |
| 6月25日        | 愛媛県   | 松山市民会館大ホール                 |
| 6月27日        | 香川県   | 香川県県民ホールグランドホール       |
| 6月29日        | 埼玉県   | 大宮ソニックシティ                   |
| 7月1日         | 栃木県   | 宇都宮市文化会館大ホール             |
| 7月5日         | 山梨県   | 山梨県立県民文化ホール大ホール       |
| 7月11日        | 東京都   | 東京国際フォーラムホールA            |
| 7月13日        | 兵庫県   | 神戸国際会館こくさいホール           |

## 参照
1. ↑  “楽天ブックス: 中森明菜LIVE2003〜I hope so〜 - 中森明菜 : DVD”.  楽天. 2011年7月15日閲覧。
2. 1 2 3 4 5 6  “中森明菜 :: 中森明菜 Live tour 2003 〜I hope so〜”.  ユニバーサルミュージック. 2003年2月17日時点のオリジナルよりアーカイブ。2012年8月1日閲覧。
3. 1 2 3 4  “中森明菜 LIVE 2003 〜I hope so〜”.  WOWOW. 2004年5月7日時点のオリジナルよりアーカイブ。2011年7月15日閲覧。
4. 1 2 3  『Live tour 2003 〜I hope so〜』（DVD）中森明菜、ユニバーサルJ、2003年12月17日。UMBK-1073。
5. ↑  “中森明菜/中森明菜 Live tour 2003〜I hope so〜〈初回生産限定〉 [DVD] - CDJournal.com”.   音楽出版社. 2012年8月1日閲覧。
6. ↑  “中森明菜/Live tour 2003〜I hope so〜〈初回生産限定〉 [DVD] - CDJournal.com”.   音楽出版社. 2012年8月1日閲覧。
7. ↑  “スポニチアネックス 芸能 記事”.  スポーツニッポン (2003年5月16日). 2003年6月2日時点のオリジナルよりアーカイブ。2011年7月15日閲覧。
8. ↑  “ZAKZAK”.  夕刊フジ (2003年5月16日). 2003年8月9日時点のオリジナルよりアーカイブ。2011年7月15日閲覧。
9. ↑  “中森明菜 :: LIVE & EVENT”.   ユニバーサルミュージック. 2003年8月14日時点のオリジナルよりアーカイブ。2011年7月15日閲覧。